# Полиэлектролит
Полиэлектролит — полимер, в состав молекул которого входят группы, способные к ионизации в растворе. Полиэлектролиты применяются в технике в качестве коагулянтов для очистки сточных вод, в качестве диспергаторов для снижения вязкости высококонцентрированных дисперсных систем на водной основе (суспензии и пасты в производстве керамики). Эффективность полиэлектролитов в этих приложениях объясняется адсорбцией полиионов на поверхность частиц с формированием двойного электрического слоя, эффективно снижающего трение между частицами. К полиэлектролитам относятся важнейшие биологические полимеры (биополимеры) — белки, нуклеиновые кислоты. Они играют важную роль в регулировании вязкости крови. Большое практическое значение имеют иониты.

## Молекулы-полиэлектролиты
Полиэлектролиты подразделяются на поликатионы (при диссоциации которых основная макромолекула приобретает положительный заряд), полианионы (заряд ионизированной полимерной молекулы отрицательный) и полиамфолиты (макромолекула содержит как положительные, так и отрицательные заряды). Как правило, полиамфолиты относятся к гетерополимерам.
Ион, отрывающийся от макромолекулы при диссоциации, называется противоионом или контрионом. В растворе обычно часть противоионов концентрируется вблизи одиночной макромолекулы полиэлектролита, а часть — свободные противоионы — уходит во внешний раствор.

## Полиэлектролитные гели
Полимерные сетки в растворителе образуют гели. Если гель состоит из полиэлектролита, при диссоциации противоионы локализуются в геле, создавая дополнительное осмотическое давление, что приводит к набуханию гелей, значительно превосходящему предсказания теории Флори.
Осознанное начало применения полиэлектролитных гелей в качестве суперабсорбентов относится примерно к 1960-м годам. К 1974 году был разработан сополимер Super Slurper (другое название — H-SPAN: боковые цепи полиакрилонитрила, привитые на основную цепь крахмала, гидролизованные разбавленным раствором соляной кислоты, сшитые в полимерную сетку), легко и сильно набухающий в воде. Возможные применения суперабсорбентов были очевидны, и в 1980-е годы Super Slurper и другие полиэлектролиты стали использоваться в сельском хозяйстве для удержания влаги в почве и в средствах гигиены (одноразовых подгузниках, гигиенических прокладках, средствах для прикрывания ран). Был получен трехмерный макропористый гидрогель на основе полиэлектролита, который может использоваться как сорбент проточного типа для полного удаления тяжелых металлов при низких концентрациях ионов в воде.
Объяснение суперабсорбирующих свойств полиэлектролитов пришло позже. Необычный по масштабу (иногда в сотни раз по объёму) и по резкости переход из сколлапсированного состояния в сверхнабухшее был впервые замечен в 1977 году физиком-экспериментатором Т. Танакой при изучении полиакриламидных сеток в растворе смеси воды и ацетона. Поняв, что нейтральный полиакриламид гидролизуется и гель становится заряженным, Танака дал и теоретическое объяснение эффекту. Впоследствии выяснилось, что точка перехода коллапс — сверхнабухшее состояние может регулироваться в довольно широких пределах разными факторами, индивидуальными для конкретного полиэлектролита: температурой, pH, концентрацией соли в растворе, добавлением ПАВ и других веществ и т. д.

## Полиэлектролитные комплексы и их применение
Работа над созданием полимерных материалов нового поколения[каких?] началась в СССР еще в 1970-х годах. Поводом послужила необходимость создания водорастворимых, экологически чистых[неизвестный термин] полимеров. Полиэлектролитные комплексы образуются в результате реакции противоположно заряженных полиэлектролитов (полианионов и поликатионов), макромолекулы удерживаются вместе солевыми связями.
В 1986 году начали применять полиэлектролиты для дезактивации зараженных участков в Чернобыльской зоне.

### Интерполимерные комплексы с водородными связями
При взаимодействии слабых анионных полиэлектролитов, таких как полиакриловая или полиметакриловая кислоты (ПАК и ПМАК), с неионными полимерами в растворах возможно образование интерполимерных комплексов (ИПК), стабилизированных водородными связями. Например, образование ИПК возможно при смешении водных растворов ПАК с полиэтиленоксидом, поливинилпирролидоном, полиакриламидом и другими неионными полимерами. Эти комплексы, как правило, образуются в водных растворах с рН ниже определенных критических значений, зависящих от природы взаимодействующих полимеров, их молекулярной массы и концентрации в растворах. В водных растворах комплексы дополнительно стабилизированы гидрофобными взаимодействиями. 

## Полиэлектролиты в медицине
В качестве адъюванта полиэлектролиты применяются в некоторых вакцинах. Впервые в этой роли был применён природный полиэлектролит хитозан, в настоящее время он входит в состав нескольких вакцин.
Российские химики и медики во главе с академиками РАН (АН СССР) Р. В. Петровым, В. А. Кабановым и академиком РАМН Р. М. Хаитовым создали первую российскую вакцину на основе полиэлектролитов. За открытие принципа создания таких вакцин они были удостоены Государственной премии РФ за 2001 год. По мнению одного из крупнейших иммунологов М. Села из Вейцманновского института (Израиль), эта работа стала первым примером успешного использования синтетических полимеров для лечения болезней.
Поликатионы, как правило, значительно более токсичны, чем нейтральные полимеры и полианионы, поэтому примеры применения поликатионов (таких как хитозан и полиоксидоний) в медицине редки.